# Pterolophia pedongana
Pterolophia pedongana là một loài bọ cánh cứng trong họ Cerambycidae.